# Церква Успіння Пресвятої Богородиці (Медведівці, ПЦУ)
Церква Успіння Пресвятої Богородиці в Медведівцях — парафія і храм православної громади Бучацького деканату Тернопільсько-Теребовлянської єпархії Православної церкви України у селі Медведівці Чортківського району Тернопільської области.

## Історія церкви
Відомості про найдавніші храми в селі Медведівці не збереглися. Однак на плиті є напис, який свідчить, що перший храм був збудований у 1643 році, ймовірно, дерев'яним.
У 1827 році збудували храм Успіння Пресвятої Богородиці. У 1867 році він був уже мурованим з частковими дерев'яними елементами. Патронами будівництва були Іоан Громницький та священник Михайло Рокицький.
Під час війни у 1944 році святиня була зруйнована. У 1990—1991 роках її відновили стараннями парафіян під керівництвом Д. Івасіва. Малярні роботи виконали Т. Осадців і Г. Дутка за священника В. Когута.
Духовне життя в селі відновилося у 1988 році після відкриття храму в сусідньому селі Пишківці, з яким Медведівці утворюють єдину парафію.
У 1992 році на фундаменті старого храму, де раніше був зерносклад, збудували сучасну церкву. До її зведення долучилися чоловіки, жінки та діти. За літо звели мури та поштукатурили стіни.
У селі, навпроти храму, збудували та оздобили фігуру Пресвятої Богородиці. Завдяки пожертвам православної громади зведено каплицю на честь ікони Божої Матері «Невипивана Чаша». На сільському цвинтарі також є символічна могила, насипана та освячена на згадку про полеглих за волю України.

## Парохи
- о. Михайло Рокицький,
- о. Василь Когут (з 1982).